# محمد عبد الله الكبسي
اللواء محمد عبد الله الكبسي (1952 - 1 سبتمبر 2022) هو برلماني، وسياسي يمني

## حياته ونشأته
من مواليد الكبس خولان، محافظة صنعاء عام 1952م، أكمل دراسته الثانوية في صنعاء م حاصل على دبلوم علوم شرطوية وليسانس حقوق من كلية الشرطة ببغداد. وتخرج من كلية الشرطة ببغداد عام 1975م حاصل على ماجستير علوم عسكرية بغداد عام 1989م وخلال فترة دراسته كان عضو الهيئة الادارية لطلاب اليمن.

## مناصب
1. أول عمل له كان نائب قائد سرايا النجدة
2. مسئول الشئون المالية في النجدة
3. مدير مكتب- مديرعام المرور.
4. رئيس قسم إصدار رخص القيادة في المرور.
5. رئيس قسم الحوادث المرور.
6. مدير عام الشئون المالية في المرور.
7. مدير مكتب العلاقات والتوجيه المعنوي والسياسي في المرور.
8. مساعد مدير المرور.
9. مدير مرور محافظة المحويت.
10. مدير امن محافظة المحويت.

كلف بعمل وكيل مساعد محافظة المحويت.
وكيل لمحافظة شبوة لشئون المديريات الشمالية والغربية.
رقي إلى درجة وكيل وزارة عام 1994 ثم رقي إلى درجة وزير 1997 وحصل على ترقية إلى رتبة عميد عام 1998
و يعمل حالياً مستشار الرئاسة لشؤون مجلس النواب..والامين العام للتكتل الوطني للتصحيح، كما انه كان ايضاً رئيس تحرير صحيفة الجماهير في 1994

## العضويات
- عضو مجلس النواب للفترة 1997م -2003م
- عضو مجلس النواب للفترة 1993م -1997م
- عضو لجنة الدفاع والأمن بمجلس النواب 1993م -1997م
- عضو لجنة التموين والتجارة بمجلس النواب 1997م -2003م
- عضو الامانة العامة لمؤتمر القوى الشعبية العربية.
- عضو الامانة العامة للمؤتمر الشعبي العربي الإسلامي في السودان (ممثل القوى القومية في اليمن)
- عضو القيادة القطرية لحزب البعث العربي الاشتراكي القطر اليمني. (لأربع دورات انتخابية)
- عضو الجنة الشعبية العليا لنصرة العراق والأمة العربية والأسلامية.
- عضو مؤسس للامانة العامة للأحزاب العربية – في الأردن
- عضو الجنة الشعبية لدعم المجهود الحربي في حرب الانفصال.
- عضو لجنة الصداقة اليمنية البولندية.
- عضو لجنة القدس

## نشاطه السياسي والاجتماعي
ساهم في حل الكثير من القضايا القبلية والمدنية والثأر الاجتماعي بين الافراد وله دور مشهود ومعروف في حل النزاعات القبلية والثأر والصلح القبلي في العديد من القضايا وفي مناطق مختلفة في اليمن.
كما شارك في حل عدد من قضايا الأختطاف بمبادرة شخصية واحيانا بتكليف رسمي وساهم في عودة بعض المختطفين الاجانب.
ترأس وشارك في عدة وفود رسمية وسياسية اهمها رئاسة الوفد البرلماني لدول المشرق العربي اثناء حرب الانفصال.1994
حاصل على وسامي الخدمة والواجب
حاصل على العديدي من الدورات التاهيلية في التخطيط والإدارة؛ إدارة الافراد والتأهيل السياسي؛ ودورات تخصصية في مجال عمله في كل من الدول اليمن السعودية؛ العراق؛ بريطانيا).

## مشاركاته
شارك في العديد من المؤتمرات العربية والإسلامية والدولية كما شارك في وفد سفينة السلام ابن خلدون التي ساهمت في كسر الحصار البحري على العراق أيام حرب الخليج وشارك في المقاومة الشعبية في حصار السبعين

## اغتياله
قتل في 1 سبتمبر 2022 أمام منزله في حي الحصبة شمال العاصمة صنعاء وسط اليمن.